# Robert Ek
Robert Ek, född 6 maj 1974, är en svensk klarinettist.

## Biografi
Ek inledde sina studier för Hermann Stefansson. Han började på Kungliga Musikhögskolan i Stockholm 1994 där han studerade för professor Sölve Kingstedt. Han har även studerat för Håkan Rosengren, Karl Leister, Yehuda Gilad och Mitchell Lurie.
Som klarinettist har han specialiserat sig på samtida musik. Han har alltid fokuserat på kammarmusik och har spelat in över 20 CD-skivor och uruppfört ett stort antal verk med olika ensembler och har turnerat i Europa, USA och Asien.
Han är sedan 2007 medlem i ensemblen Norrbotten NEO, Sveriges enda heltidsensemble för samtida musik.
Som solist har Robert Ek uppträtt och samarbetat med kompositörer och musiker och dirigenter från olika delar av världen och varit en del av projekt som involverar dans, musikteater, koreografi och film.
Sedan 2019 är Robert doktorand där ämnet för hans avhandling är ”The augmented clarinet in intermedial chamber music performance". Syftet med denna avhandling är att undersöka de konstnärliga möjligheterna ur ett multimodalt perspektiv på musikaliska framföranden med fokus på hur sensordata från musikers rörelser kan vara en strukturell del i att skapa intermediala föreställningar.